# 古勒卜丁·希克马蒂亚尔
古勒卜丁·希克马蒂亚尔（1949年—），阿富汗政治人物、军阀。他是古勒卜丁伊斯兰党的创始人及现任主席。
希克马蒂亚尔1940年生于巴格兰省的一个普什图人家庭，1974年组建阿富汗伊斯兰党，最初是反苏联的骨干分子。在1990年代，曾两次出任阿富汗总理。后来转向反美，多次袭击阿富汗政府及外国人。
希克马蒂亚尔是阿富汗内战的重要人物，其军队仅仅在喀布尔一地就造成5万平民死亡，因此有“喀布尔屠夫”之称。2000年后逐渐与塔利班和基地组织脱离关系，2001年逃亡巴基斯坦。2010年后谋求与政府进行和平谈判。2016年与政府达成和平协议，结束了20年的流亡生涯。